# Zemun polje
Ne doit pas être confondu avec Gare de Zemun polje.
Zemun polje (en serbe cyrillique : Земун поље) est un quartier de Belgrade, la capitale de la Serbie. Il est situé dans la municipalité urbaine de Zemun.

## Caractéristiques

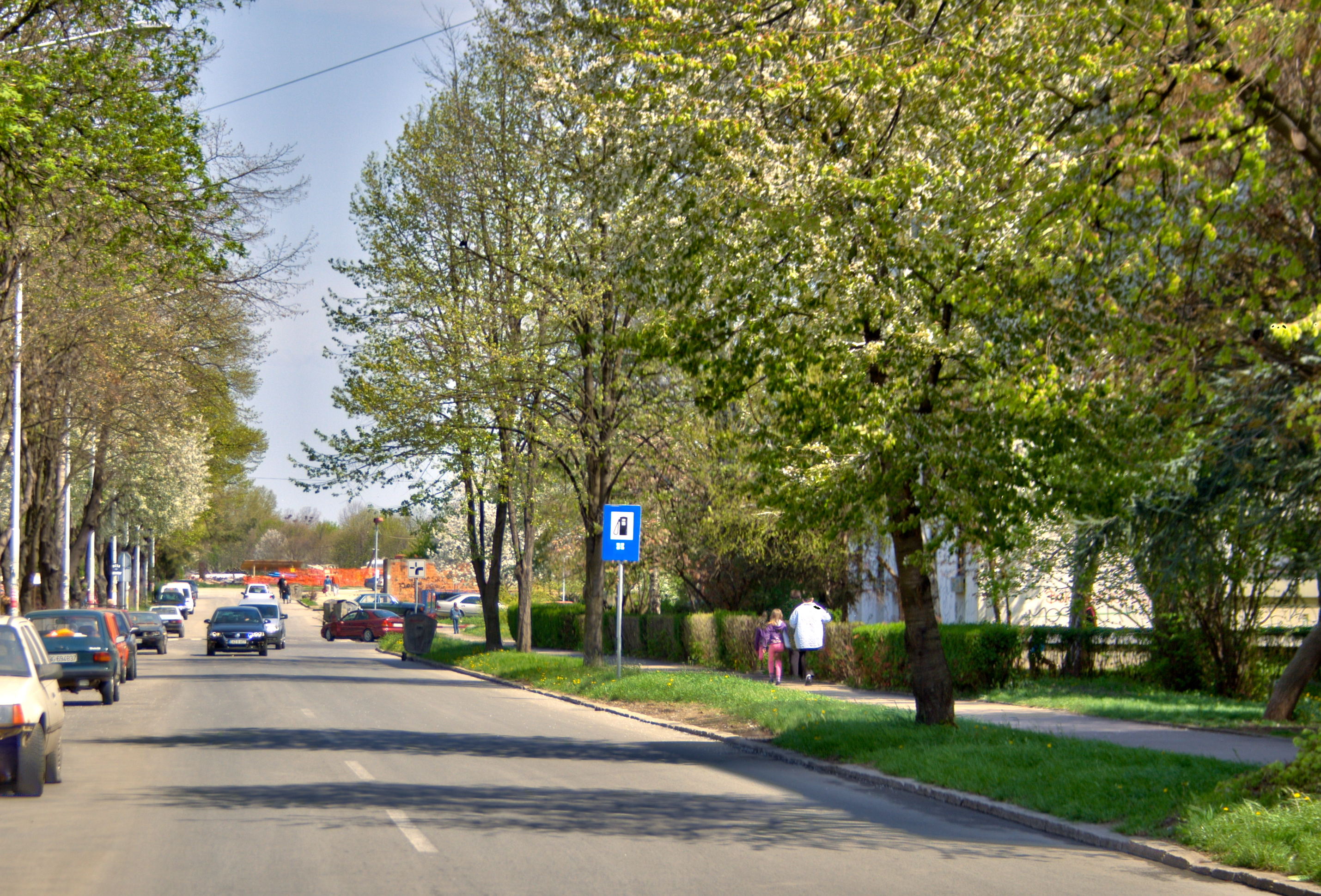
La rue Bertranda Rasela

Zemun polje se trouve entre l'ouest de la partie urbaine de Zemun (Nova Galenika) et le quartier de Batajnica. Pendant des décennies, le quartier est resté à l'écart des zones urbaines de la capitale serbe ; en revanche, dans les années 1990, il s'est urbanisé, rejoignant ainsi les quartiers de Nova Galenika à l'est (par l'intermédiaire du quartier de Kamendin) et de Plavi horizonti au sud.

## Školsko dobro
Le quartier de Školsko dobro se trouve au sud de Zemun polje et s'étend vers l'est en direction de Plavi horizonti. Relativement ancien, il forme aujourd'hui une continuité urbaine avec Zemun polje.

## Transports
Le quartier sert de terminus à plusieurs lignes de bus de la société GSP Beograd, soit les lignes 704 (Zeleni venac – Zemun polje), 707 (Zeleni venac – Mala pruga – Zemun polje), 708 (Blok 70a - Plavi horizonti - Zemun polje) et 709 (Zemun Novi Grad – Plavi horizonti - Zemun polje).
La gare de Zemun polje est située sur le réseau express régional Beovoz. On peut y emprunter la ligne 1 (Stara Pazova - Batajnica - Beograd Centar - Pančevo Vojlovica) qui la relie à Stara Pazova, en Syrmie, et à Pančevo, dans le Banat méridional, en passant par le centre de Belgrade, la ligne 3 (Stara Pazova - Batajnica - Beograd Centar - Rakovica - Renik - Ripanj), qui conduit de Stara Pazova à Ripanj (au sud de Belgrade), la ligne 5 (Nova Pazova - Batajnica - Beograd Centar - Rakovica - Resnik - Mladenovac), qui va de Nova Pazova, en Syrmie, à Mladenovac, et la ligne 6 (Stara Pazova - Batajnica - Beograd Centar - Rakovica - Mala Krsna), qui mène de Stara Pazova à Mala Krsna, sur le territoire de la Ville de Smederevo. La gare de Zemun polje est également une station du nouveau réseau BG VOZ (Batajnica - Pančevački most).